# Cypholophus rotundifolius
Cypholophus rotundifolius är en nässelväxtart som beskrevs av H. Winkl.. Cypholophus rotundifolius ingår i släktet Cypholophus och familjen nässelväxter. Inga underarter finns listade i Catalogue of Life.